# Kirchen von Visby

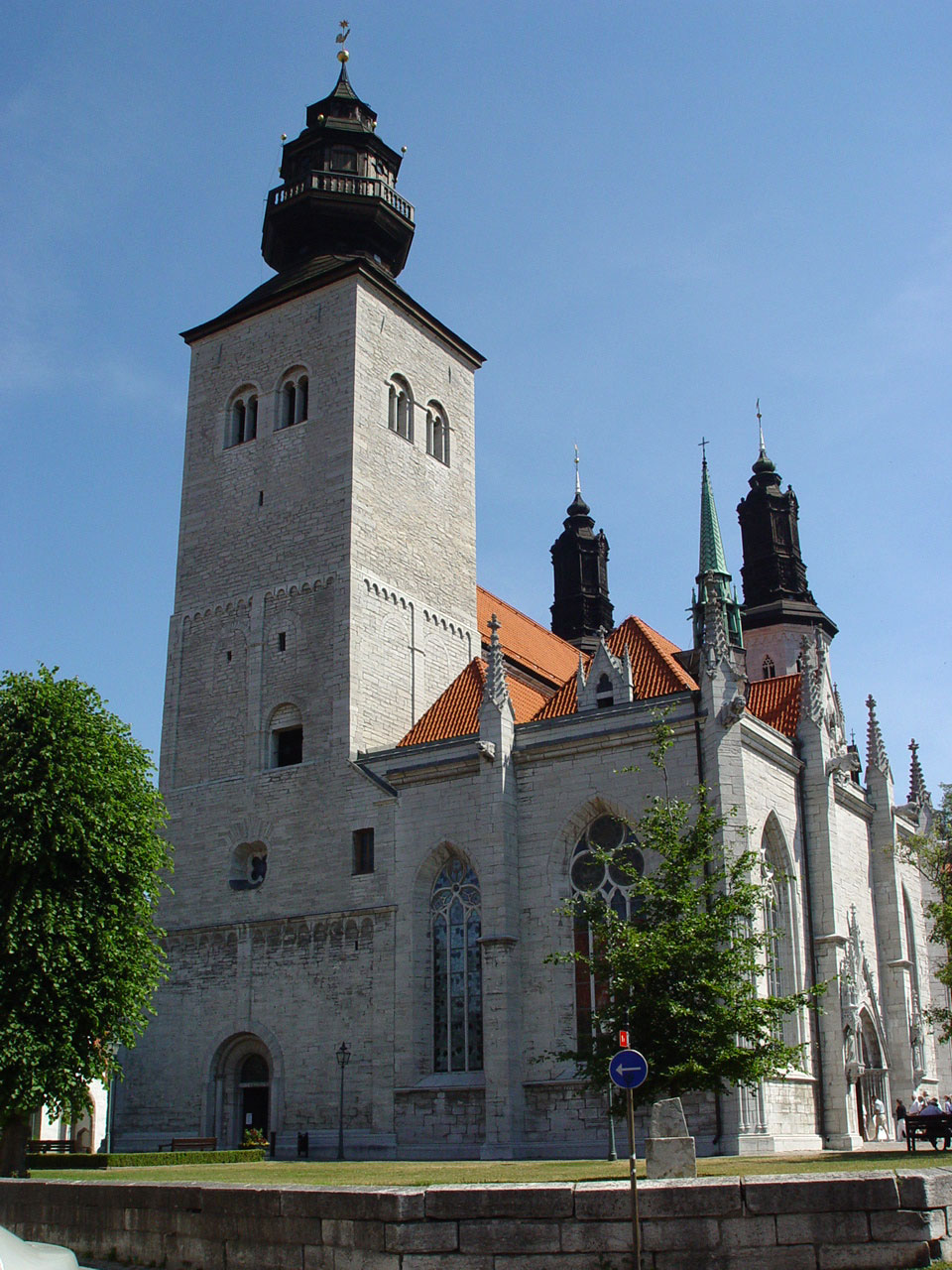
Dom von Westen

Im Mittelalter hatte Visby auf der Insel Gotland mehr Kirchen als irgendeine Stadt in Schweden, zu dem Gotland allerdings vor 1645 nur von 1288 bis 1361 gehörte. Innerhalb der Stadtmauern gab es mindestens zwölf und außerhalb standen zwei Kirchen. Von diesen vierzehn Gotteshäusern ist heute nur noch der Dom intakt, die übrigen sind teils Ruinen, teils ganz verschwunden.
Hingegen sind von den gotländischen Landkirchen noch viele gut erhalten.

## Die Gutasaga

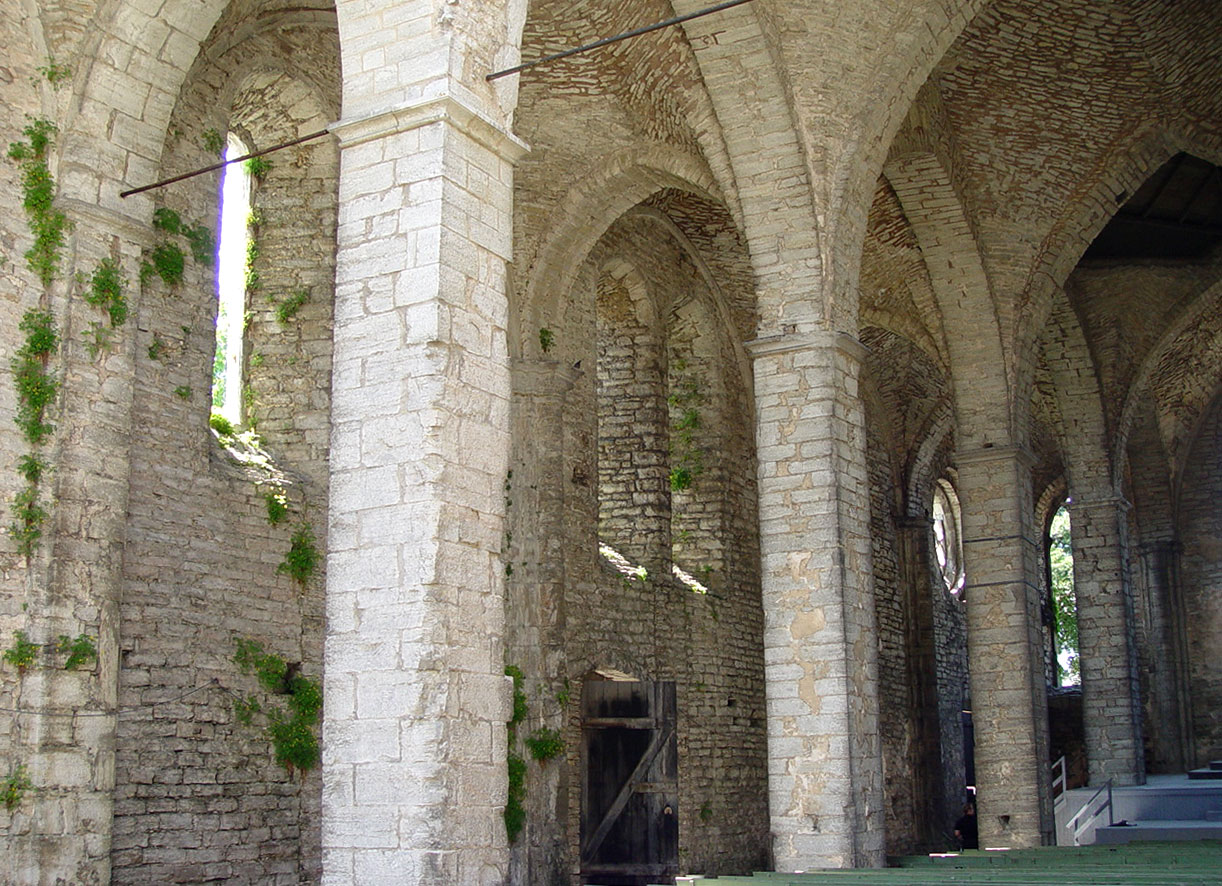
Die Ruine von St. Nikolaus hat noch viele Gewölbe.

Die Gutasaga berichtet, dass Botair, ein Mann aus Akebäck, die erste Kirche rund zehn Kilometer südöstlich von Visby bei einem Ort namens Kulstäde baute. Als diese nach kurzer Zeit niedergebrannt wurde, baute er eine neue in „Vi“, dem heutigen Visby, die niemand zu zerstören wagte. Sie erhielt den Namen Allerheiligenkirche und lag der Sage nach vor der Steilküste (schwedisch klint) an jener Stelle „die nun Peters Kirche genannt wird“. Diese Ereignisse sind im 11. oder 12. Jahrhundert anzusiedeln. Die Holzkirche war bereits verschwunden, als die Gutasaga niedergeschrieben wurde. Zu jener Zeit muss Visby bereits länger ein Hafenplatz gewesen sein, der eine andere soziale Struktur als das ländliche Gotland hatte und Fremdeinflüssen unterlag.

## Entstehung der Kirchen
Von den Stadtkirchen Visbys waren nur wenige Gemeindekirchen. Die meisten hatten Sonderfunktionen. So gehörten St. Katharina (St. Karin), St. Nikolaus und die Gertrudenkapelle zu verschiedenen Klöstern. St. Georg (Göran) gehörte einem Stift. Eine nicht näher bestimmbare Anzahl waren, teilweise recht kleine, Faktoreikirchen, die fremdländischen Kaufmannsgenossenschaften gehörten. Auf Grund veränderter Umstände erhielten insbesondere die Faktoreikirchen später einen anderen Status. Bei der Marienkirche, der Kirche deutschen Kaufleute, ist der Übergang zum Dom von Visby durch Dokumente belegt.

## Niedergang der Kirchen

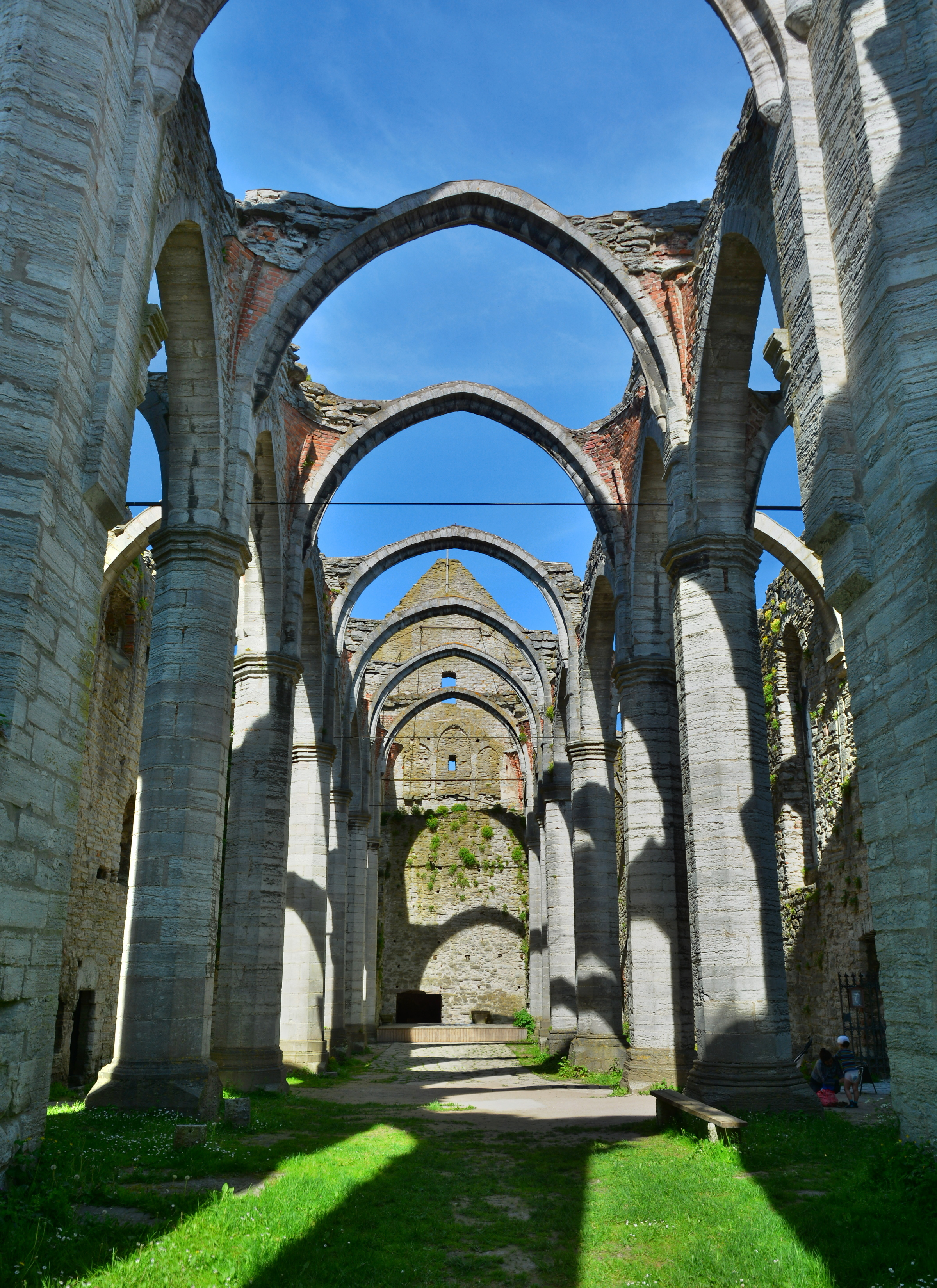
St. Katrin

Die mittelalterlichen Kirchen wurden im zweiten Viertel des 16. Jahrhunderts zerstört, als im dänischen Thronstreit zwischen Christian II. und Frederik I. die mächtige Hansestadt Lübeck Frederik unterstützte, während Søren Norby als dänischer Statthalter auf Gotland für Christian II. kämpfte, auch noch nach dessen offizieller Abdankung im Jahr 1523.
Als 1525 die Lübecker Visby eroberten und dabei an vier Stellen anzündeten, gingen mehrere, aber nicht alle Kirchen in Flammen auf. St. Nikolai, St. Gertrud und die schon vorher aufgegebene St. Jakobskirche wurden geplündert. Mit der Reformation wurde St. Hans zur Stadtkirche und alle übrigen Kirchen wurden aufgegeben. An Mittfasten 1528 hielten sich die Bürger für die Plünderung der Stadt durch die Lübecker an der  Herrschaftskirche Heilige Dreifaltigkeit schadlos. Der neue dänische Statthalter Henrik Nielsen Rosenkrantz ließ während der Grafenfehde 1533/34 Teile der aneinander gebauten Kirchen St. Hans und St. Peter niederreißen, damit man nicht von dort seinen Sitz Visborg Slott beschießen konnte. So blieb nur noch der Dom St. Marien übrig und wurde zur neuen Stadtkirche. Im 17. und 19. Jahrhundert wurden die beiden Kirchen St. Hans und St. Peter noch weiter abgetragen, um Baumaterial zu gewinnen.
Obwohl die Zerstörung der Kirchen also mehr als 480 Jahre zurückliegt, steht von einigen der Gemäuer noch mehr, als von so mancher heute wiederhergestellten Kirche in Deutschland oder Polen am Ende des Zweiten Weltkriegs stand.

## Liste der Stadtkirchen von Visby

### Intakt
| Sankta Maria Domkyrka | 13. Jahrhundert        |  |
| Allerheiligenkapelle  | Friedhofskapelle, 1967 |  |
| Visborgkirche         | 1969                   |  |

### Ruinen
| Heiliggeistkirche                                         | Oktogon                            |  |
| Hl. Dreifaltigkeitskirche (Drotten – „Herrschaftskirche“) |                                    |  |
| St. Clemens                                               | 13. Jahrhundert                    |  |
| St. Georg (Göran)                                         |                                    |  |
| St. Gertrud                                               | Zisterzienserinnenkloster Solberga |  |
| St. Johannes und St. Peter (St. Hans und St. Per)         | zwei Kirchen aneinander            |  |
| St. Katharina (St. Karin)                                 | Franziskanerinnen                  |  |
| St. Laurentius (St. Lars)                                 | byzantinischer Zentralbau          |  |
| St. Nikolaus                                              | Dominikaner und deutsche Gemeinde  |  |
| St. Olaf                                                  |                                    |  |

### Verschwunden
- die Russische Kirche
- St. Jakob
- St. Michael
- Visborg Schlosskirche